# Menhir de Peyre Hicade
Le menhir de Peyre Hicade est situé à Bartrès, dans le département des Hautes-Pyrénées en région Occitanie.

## Toponymie
En occitan, peyre signifie « pierre »  et hicade signifie «mettre en terre», d’où la pierre mise en terre.

## Localisation
Le menhir est situé sur les landes de Bartrès le long d'un chemin de promenade à l'orée en limite ouest de la forêt de Bartrès, à environ, à vol d'oiseau 500 m au nord du hameau de Soum de la Garde et à 555 m d'altitude.
Il est distant de 800 m du dolmen du Pouey Mayou plus au nord.

## Description
La Peyre Hicade est un bloc de quartzite qui dépasse du sol de 1,60 m et dont le diamètre mesure 2,60 m.
Le menhir serait daté, mais sans aucune certitude, du début du bronze ancien, et fut apparemment déplacé jusqu'au bord du chemin, dans sa position, afin de libérer l'espace de culture.

## Galerie d'images

Sélection de vues du menhir en 2021.
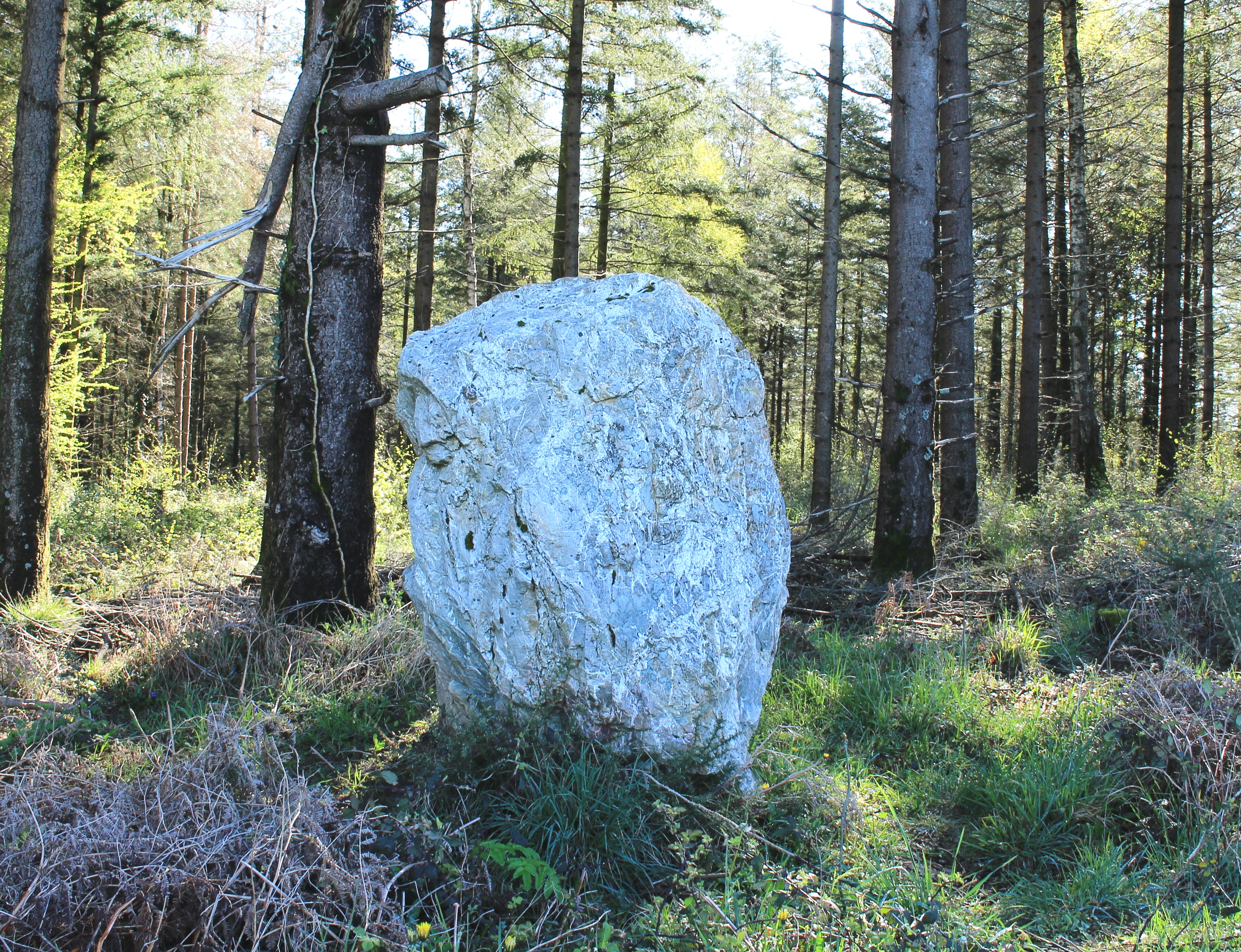
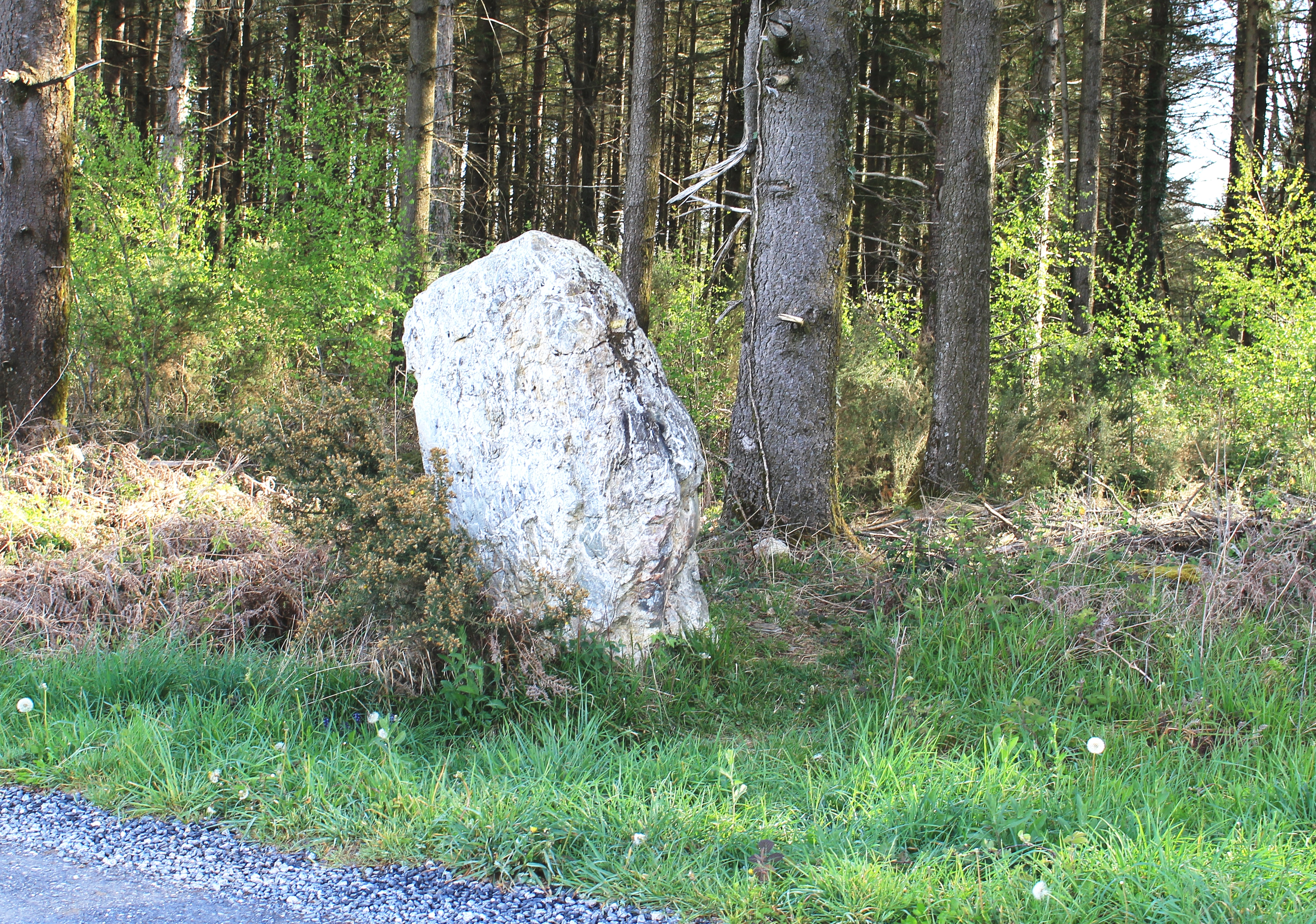